# Leptocaris vermiculatus
Leptocaris vermiculatus is een eenoogkreeftjessoort uit de familie van de Darcythompsoniidae. De wetenschappelijke naam van de soort is voor het eerst geldig gepubliceerd in 1957 door Oliveira.